# Two California Plaza
Two California Plaza est un gratte-ciel de 230 mètres de haut situé dans le quartier de Bunker Hill du centre - ville de Los Angeles, Californie . La tour fait partie du projet California Plaza, composé de deux gratte-ciel uniques, One California Plaza et Two California Plaza. La Plaza abrite également le Los Angeles Museum of Contemporary Art (MoCA), la Colburn School of Performing Arts, le Los Angeles Omni Hotel et plus de 6 000 m2 de cours d'eau.

## Histoire
Achevé en 1992 par Hathaway Dinwiddie Construction Company, Two California Plaza comprend 123 500 m2 de bureaux. Les tours ont été conçues par Arthur Erickson Architects et nommées BOMA Building of the Year en 1997 et 2001.
California Plaza était un projet d'une durée de dix ans et qui a coûté 1,2 milliard de dollars. Commencée en 1983, la tour Two California Plaza a été achevée en 1992 lors d'un effondrement important du marché immobilier du centre-ville de Los Angeles. La tour a ouvert avec seulement 30 pour cent de son espace loué et le taux d'inoccupation global dans les bureaux du centre-ville a approché 25 pour cent. Il a fallu près de 10 ans avant que d'importants immeubles de grande hauteur ne soient à nouveau achevés dans le centre-ville de Los Angeles.
Le California Plaza devait initialement inclure 3 immeubles de bureaux de grande hauteur au lieu des deux achevés. Three California Plaza un 65 étages, était prévu pour un site juste au nord de la 4th Street, juste en face de Olive Street et des deux premières tours de bureaux de California Plaza. Elle aurait dû abriter le siège permanent du Metropolitan Water District. Le site est actuellement une entrée de la station de métro Pershing Square .
La construction et le coût de 23 millions de dollars américains du Musée d'art contemporain (MOCA) faisaient partie d'un accord négocié par la ville avec le promoteur du projet de réaménagement du California Plaza, Bunker Hill Associates, qui a reçu l'attribution d'une parcelle de terrain de propriété publique de 4,5 hectares,.
Le propriétaire MPG Office Trust a mis la propriété sous séquestre en 2012. Locataire depuis 2000, Deloitte a déménagé dans la tour de la Gas Company à proximité en 2014.
En 2014, CIM Group a acheté le bâtiment et a apporté des améliorations aux restaurants et aux magasins de la place qui était populaire mais avait été négligée. La cour du California Plaza possède une fontaine à eau dansante élaborée et la station supérieure du funiculaire Angels Flight . La place est également reliée au musée d'art contemporain et à une tour d'appartements. Plusieurs plans clairs de la tour en construction peuvent être vus dans la comédie / film d'action de 1991 Harley Davidson and the Marlboro Man .

## Locataires
- Reliance Steel & Aluminium Co.
- Munger, Tolles & Olson LLP
- City National Bank (Californie)

## Voir également
- Liste des bâtiments les plus hauts de Los Angeles
- Liste des bâtiments les plus hauts des États-Unis